# ووت پولس
ووت پولس (هلندی: Wout Poels؛ زادهٔ ۱ اکتبر ۱۹۸۷) دوچرخه‌سوار اهل هلند است.
از باشگاه‌هایی که در آن رکاب زده‌است می‌توان به تیم اسکای، تیم دوچرخه‌سواری وکانسولیل–دی‌سی‌ام، و تیم کوئیک‌استپ فلورز اشاره کرد.